# 室田日出男
室田 日出男（むろた ひでお、1937年〈昭和12年〉10月7日 - 2002年〈平成14年〉6月15日） は、日本の俳優。北海道小樽市奥沢町出身。小樽市立潮見台中学校～北海道札幌東高等学校卒業。息子は俳優の室田晃。代表作は映画『男はつらいよ 噂の寅次郎』やテレビドラマ『ふぞろいの林檎たちII』 など。身長180cm。

## 来歴
父親は石川県能登の庄屋の息子で、日露戦争をきっかけに、小樽に移住。母親は小樽生まれ。父親は「馬追」「馬力屋」と言われる、馬車や馬そりを使った今で言う運送業をしていた。子供の頃の室田は、近くの川（勝納川）や山、そして朝里などの海岸に、仲間とよく出かけるなど、自然に親しむ毎日を送り、三日でも四日でも海のそばにいて帰宅しなかったこともあったという。小学校3年のとき父が、中学2年のとき母を相次いで失い、札幌市で年の離れた姉夫婦に育てられる。終戦直後はどこでもどぶろくを密造しており、室田は小学生のときから隠れてどぶろくを飲んでいた。中2ですすきので童貞を捨て、札幌東高校時代にはすでに「酒と喧嘩と女の日々」だったという。
北海道大学を受験したが失敗し、予備校に通うため、東京でタクシー会社を経営していた義兄を頼り上京。姉に勧められ1957年、東映ニューフェイス第4期で入社。同期には佐久間良子、花園ひろみ、山口洋子、山城新伍などがいる。役者になる気は全くなかったが、当時の室田に宝田明が会っていれば、俳優を断念したかも知れないというほどの二枚目だったと自分で話している。酒の席と仕事上の喧嘩で端正な顔が歪んだという。東映から「本名は覚えづらいから芸名にしろ」と言われたが、「芸名にしたらスターにしてくれんのか」とツッパリ、本名でデビューする。
ニューフェイスは幹部候補生で、当時の東映はひっきりなしに映画を撮っていた頃だったから、本来は次々に映画に出演してスターダムにのし上がってもおかしくなかったが、ウイスキーをボトルでラッパ飲みする酒豪で、酒ぐせが悪く、最初は演技もヘタで、喧嘩もしょっちゅう。飲み屋で喧嘩する、飲み過ぎて撮影に遅刻する、持ち前の正義感から俳優組合の旗を振るで、"干されの室田"の異名をとり、仕事にありつけず。たまに貰った仕事で東映新記録といわれたNG34回を出した。この映画の助監督を務めたのが深作欣二と山口和彦で、同じ冷飯組だった深作は同病憐れむ仲で、陰に陽に室田を引き立て、その後も自身の作品で室田をよく起用した。下積みは20年近くに及んだ。
1961年の千葉真一・深作欣二が初主演・監督映画『風来坊探偵 赤い谷の惨劇』では、クランクインの前夜に酔って暴れ、ホテルのガラスを叩き割った。深作から降板させられ3年間出入り禁止を通告される。室田は組合運動を熱心にやるため、東映から嫌われ、1965年10月公開の『昭和残侠伝』（佐伯清監督）出演後、半年干された。まだ売れてなかった深作が心配し『脅迫 （おどし）』（1966年2月17日公開）を撮る際、当時の今田智憲東映東京撮影所所長から「もう組合活動をいっさいやらない、と一筆書けば出演させる」と約束を取り付けてくれ、深作に説得され一筆は書いたが、その後、居直り再契約の交渉で今田の術中にはまり、売り言葉に買い言葉があり、大喧嘩して東映ニューフェイスでは珍しく東映を契約解除される。フリーとなり、東映の社員でなくなったため当然組合運動は出来ず、ハジキ出され疎外された。再契約を頼み続けたが東映に断固拒否され続けた。新宿でヤクザ20人に囲まれたが、度胸のよさを見込まれヤクザにスカウトされたこともある。東映から再契約の打診があったのは1975年9月。「三角マークにゃ恩義はないが、古巣、東映を誇りに思うしプライドも持っている」と再契約に応じる。
1975年には岩尾正隆・川谷拓三・志賀勝らと共にピラニア軍団を結成し、室田はリーダー的存在だった。同年のテレビドラマ『前略おふくろ様』では半田妻吉（半妻）を演じる。
1978年2月13日、覚せい剤不法所持容疑で逮捕。1977年6月に東映京都撮影所の俳優会館内で、岩城滉一から覚せい剤を譲り受け、自分で注射した容疑だった。室田がこれを認めれていれば任意捜査の書類送検で終わったが、室田が全面否認したため逮捕となり大騒ぎになった。周りの人たちは「昼間から酒の臭いをプンプンさせていたからアルコール中毒ならまだしも覚せい剤の使用はないと思うよ」などと擁護したが、出演していたNHK大河ドラマ『黄金の日日』を途中降板（降板とともに役柄自体が消滅）。謹慎生活を送る。
1978年、謹慎後の復帰作となった日活制作の『人妻集団暴行致死事件』では高い評価を受け、1980年の映画『影武者』、『野獣死すべし』などにも出演した。
1981年の映画『魔界転生』では宝蔵院胤瞬に抜擢され、1992年の第35回ブルーリボン賞では『死んでもいい』、『修羅の伝説』で助演男優賞を受賞した。
2002年6月15日午後10時5分、肺癌のため逝去。64歳没。戒名はなし。葬儀・通夜では山城新伍をはじめ、梅宮辰夫、松方弘樹などが参列。告別式では深作欣二が万感の思いで弔辞を読み上げ、山城は「彼は僕らと違ってバラエティには出ないから、本当に役者だね」と追悼。酒好きで、『ライスカレー』などで共演した陣内孝則からも慕われていた。墓所は八王子市富士見台霊園。

## 逸話
フジテレビのドラマ『6羽のかもめ』に出演したとき浅草でロケがあった。このとき『仁義なき戦い 代理戦争』などで早川英男を演じていることを知っていた地元の香具師やテキ屋が見物人を遠ざけて出演者の邪魔にならないように配慮してくれた。ただし番組終了後、映画を知らない視聴者から「本物のヤクザを出演させるな」という苦情の手紙が放送局にきたという。

## 出演

### 映画
- 二発目は地獄行きだぜ（1960年、東映） - 鳴風組の子分
- 太平洋のGメン（1962年、東映） - 小森
- 柔道一代（1963年、東映） - 戸田常次郎
- 警視庁物語 全国縦断捜査（1963年、東映） - 宜保
- 親分を倒せ（1963年、東映） - 海津
- 暗黒街最大の決斗（1963年、東映） - 石神
- 暴力団（1963年、東映） - 戸張
- 昭和侠客伝（1963年、東映） - 隆
- 東京ギャング対香港ギャング（1964年、東映） - 竜の子分
- 暗黒街大通り（1964年、東映） - 紅会の子分A
- 狼と豚と人間（1964年、東映） - 木村
- 黒い猫（1965年、東映）
- 飢餓海峡（1965年、東映） - 記者A
- ひも（1965年、東映）
- にっぽん泥棒物語（1965年、東映） - 斎木記者
- 続 網走番外地（1965年、東映） - 張本
- 無宿者仁義（1965年、東映） - 徐
- 昭和残侠伝（1965年、東映） - 日の出の辰
- 昭和残侠伝 唐獅子牡丹（1966年、東映） - 寅松の子分
- カミカゼ野郎 真昼の決斗（1966年、にんじんプロダクション / 国光影業） - 刑事A
- 海底大戦争（1966年、東映 / ラム・フィルム） - 海軍基地技官A
- 脅迫（おどし）（1966年、東映） - サブ元
- 北海の暴れ竜（1966年、東映） - 芦田元
- 組織暴力（1967年、東映） - 堀池刑事
- 続・組織暴力（1967年、東映）
- 解散式（1967年、東映） - 中西
- 侠骨一代（1967年、東映） - 和田
- 河内遊侠伝 （1967年、東映） - 浜村捨蔵
- 陸軍諜報33（1968年、東映） - 奥大尉
- 獄中の顔役（1968年、東映） - 南靖男
- あゝ予科練（1968年、東映） - 土空整備教官
- 博徒解散式（1968年、東映） - 小池
- 怪談 蛇女（1968年、東映） - 才次
- 恐喝こそわが人生（1968年、松竹） - 関耕一
- 不良番長（1968年、東映） - 染谷
- 現代やくざ 与太者の掟（1969年、東映） - 萩野
- ねじ式映画 私は女優（1969年、シネマ・ネサンス）
- 日本暴力団 組長（1969年、東映） - 志賀
- 組織暴力 兄弟盃（1969年、東映） - 武上の若衆
- 日本暴力団 組長と刺客（1969年、東映） - 篠井
- 黒薔薇の館（1969年、松竹）
- 血染の代紋（1970年、東映） - 新田
- 任侠興亡史 組長と代貸（1970年、東映） - 小松
- 捨て身のならず者（1970年、東映） - 関根健二郎
- 新網走番外地シリーズ（東映）
  - 大森林の決斗（1970年）
  - 新網走番外地 嵐を呼ぶ知床岬（1971年） - 犬飼
  - 新網走番外地 吹雪の大脱走（1971年） - 看守部長
- 君が若者なら（1970年、松竹）
- 戦後秘話 宝石略奪（1970年、東映）
- トラ・トラ・トラ! (1970年、20世紀フォックス)
- やくざ刑事シリーズ（東映）
  - やくざ刑事 恐怖の毒ガス（1971年） - 日下部 ※ノンクレジット
  - やくざ刑事 俺たちに墓はない（1971年） - クロード田代
- 暴力団再武装（1971年、東映） - 鏑木重男
- 夜の手配師 すけ千人斬り（1971年、東映） - 荒田
- 不良番長 手八丁口八丁（1971年、東映）
- 博徒斬り込み隊（1971年、東映） - 川島
- 博徒外人部隊（1971年、東映） - 鮫島
- 狼やくざ 殺しは俺がやる（1972年、東映） - 大沼安男
- 夜のならず者（1972年、東映） - 筈見
- ギャング対ギャング 赤と黒のブルース（1972年、東映） - 稲葉
- 現代やくざ 人斬り与太（1972年、東映） - 宮原
- 女囚701号/さそり（1972年、東映） - 沖崎
- やくざと抗争（1972年、東映） - 喜久沢
- 銀蝶流れ者 牝猫博奕（1972年、東映） - 田所秀
- 女囚さそり 第41雑居房（1972年、東映） - 沖崎
- 人斬り与太 狂犬三兄弟（1972年、東映）
- ポルノの帝王 失神トルコ風呂（1972年、東映）
- やくざと抗争 実録安藤組（1973年、東映） - 唐沢
- 仁義なき戦いシリーズ（東映）
  - 仁義なき戦い 広島死闘篇（1973年） - 大友組・中原敬助
  - 仁義なき戦い 代理戦争（1973年） - 打本組・早川英男
  - 仁義なき戦い 頂上作戦（1974年） - 早川組・早川英男
- ボディガード牙（1973年、東映） - ハイジャックの男
- 女番長 感化院脱走（1973年、東映） - 黒田
- 番格ロック（1973年、東映） - 荒田刑事
- 海軍横須賀刑務所（1973年、東映） - 寺坂大尉
- 実録 私設銀座警察（1973年、東映） - 岩下敏之
- 必殺仕掛人（1973年、松竹） - 峯山又十郎
- 非情学園ワル ネリカン同期生（1974年、東映） - 大丸正
- ジーンズブルース 明日なき無頼派（1974年、東映） - 早川
- 暴力街（1974年、東映） - 望月邦弘
- 山口組外伝 九州進攻作戦（1974年、東映）
- 0課の女 赤い手錠（1974年、東映）
- 唐獅子警察（1974年、東映） - 朝倉友幸
- ルバング島の奇跡 陸軍中野学校（1974年、東映） - 阪田義正
- 直撃! 地獄拳（1974年、東映） - ボス
- 三代目襲名（1974年、東映） - 安田正男
- あゝ決戦航空隊（1974年、東映） - 猪口力平
- 実録飛車角 狼どもの仁義（1974年、東映） - 桐川猪一郎
- 女必殺拳 危機一発（1974年、東映） - 大曽根一成
- 脱獄広島殺人囚（1974年、東映） - 金山光一
- 直撃地獄拳 大逆転（1974年、東映） - 辰造
- 新仁義なき戦い（1974年、東映） - 難波組・野崎満州男
- 従軍慰安婦（1974年、東映） - 下館伍長
- 怪猫トルコ風呂（1975年、東映） - 鹿内勇三
- 少林寺拳法（1975年、東映） - 馬賊の頭目
- 仁義の墓場（1975年、東映） - 松岡安夫
- まむしと青大将（1975年、東映） - 島津光文
- 若い貴族たち 13階段のマキ（1975年、東映） - 赤江看守
- 大脱獄（1975年、東映） - 大池浅吉
- ウルフガイ 燃えろ狼男（1975年、東映） - 佐貫室長
- 日本暴力列島 京阪神殺しの軍団（1975年、東映） - 庄司鶴吉
- 資金源強奪（1975年、東映） - 小出熊吉
- 青い性（1975年、東映） - 刑事
- けんか空手シリーズ（東映）
  - けんか空手 極真拳（1975年） - 仁科守雄
  - けんか空手 極真無頼拳（1975年） - 木村
  - 空手バカ一代 （1977年） - グレート山下
- 男組（1975年、東映） - 白井隆二
- 暴力金脈（1975年、東映） - 亀井
- 極道社長（1975年、東映） - 小岩大五郎
- 県警対組織暴力（1975年、東映） - 柄原進吾
- 新仁義なき戦い 組長の首（1975年、東映） - 赤松猛夫
- 東京ディープスロート夫人（1975年、東映）
- 暴動島根刑務所（1975年、東映） - 村井吉蔵
- 実録外伝 大阪電撃作戦（1976年、東映） - 趙宗泰
- 暴走パニック 大激突（1976年、東映） - 関勝男
- 子連れ殺人拳（1976年、東映） - 西村隆三
- お祭り野郎 魚河岸の兄弟分（1976年、東映） -花井源太郎
- 殺し屋たちのメロディ（1976年、一発集団）
- 戦後猟奇犯罪史（1976年、東映） - 西本明
- 暴力教室（1976年、東映） - 坂本昭三郎
- トラック野郎・望郷一番星（1976年、東映） - 台貫場の警官
- 沖縄やくざ戦争（1976年、東映） - 具志川照邦
- 夜明けの旗 松本治一郎伝（1976年、東映） - 内海大尉
- やくざの墓場 くちなしの花（1976年、東映） - 日高善人警部補
- 河内のオッサンの唄（1976年、東映）
- 広島仁義 人質奪回作戦（1976年、東映） - 沖本常幸
- 河内のオッサンの唄 よう来たのワレ（1976年、東映）
- 狂った野獣 （1976年、東映） - 下坂巡査
- ピラニア軍団 ダボシャツの天（1977年、東映） - 岡田半次
- 若い人（1977年、東宝 / サンミュージック） - 江口健吉
- 犬神の悪霊（1977年、東映） - 垂水隆作
- ドーベルマン刑事（1977年、東映） - 高松次郎
- らしゃめん（1977年、東映） - 山県有朋
- 人間の証明（1977年、角川映画 / 東映） - 横川の警官
- 柳生一族の陰謀（1978年、東映） - 根来左源太
- 人妻集団暴行致死事件（1978年、にっかつ）- 江口泰造(主演)
- 男はつらいよ 噂の寅次郎（1978年、松竹） - 添田肇
- 白昼の死角（1979年、角川映画 / 東映） - 熊谷経済主任
- さらば映画の友よ インディアンサマー（1979年、キティ・フィルム） - 須賀忠太郎
- 闇の狩人（1979年、松竹） - 日野の左喜松
- 本日ただいま誕生（1979年、新世映画新社） - 吉岡
- 影武者（1980年、東宝 / 黒澤プロ） - 馬場信春
- 野獣死すべし（1980年、角川映画 / 東映） - 柏木秀行
- スローなブギにしてくれ（1981年、角川映画 / 東映）
- 魔界転生（1981年、角川映画 / 東映） - 宝蔵院胤瞬
- 悪霊島（1981年、角川映画 / 東映） - 磯川警部
- 駅 STATION（1981年、東宝） - 森岡茂
- オン・ザ・ロード（1982年、ジョイパックフィルム / ムービー・ブラザーズ） - 高森
- 九月の冗談クラブバンド（1982年、シネマ・ハウト / ATG / プロ爆） - 羽根
- 鬼龍院花子の生涯（1982年、東映） - 相良
- 幻の湖（1982年、橋本プロ / 東宝） - 矢崎
- 未完の対局（1982年、 東宝） - 尾崎大佐
- キッドナップ・ブルース（1982年、ATG） - 旅館の酔客
- この子の七つのお祝いに（1982年、角川映画 / 松竹） - 渋沢刑事
- 化石の荒野（1982年、角川映画 / 東映） - 荒井記者
- 人生劇場（1983年、東映） - 奈良平
- 戦場のメリークリスマス（1983年、シネベンチャー・プロ / レコーデッド・ピクチャーカンパニー / 大島渚プロダクション / テレビ朝日 / ブロードバンク・インベストメント・リミテッド） - ゴンドウ大尉
- 空海（1984年、東映） - 悦々
- 愛情物語（1984年、角川映画 / 東映） - 大森泰三
- 高原に列車が走った（1984年、東映） - 大島隆
- 天国にいちばん近い島（1984年、角川映画 / 東映） - 西尾久
- 瀬降り物語（1985年、東映） - クズシリ一
- 友よ、静かに瞑れ（1985年、角川映画 / 東映セントラルフィルム） - 徳田乙松
- 二代目はクリスチャン（1985年、角川映画 / 東映）
- 潮騒（1985年、ホリ企画） - 歌島丸の船長
- キャバレー（1986年、角川映画 / 東宝）
- 南へ走れ、海の道を!（1986年、東北新社 / 創映新社 / ジャパン・オーディオビジュアルネットワーク）
- 時計 Adieu l'Hiver（1986年、フジテレビ）
- マルサの女（1987年、伊丹プロ / ニュー・センチュリー・プロデューサーズ） - 石井重吉
- 黒いドレスの女（1987年、角川映画 / 東宝）
- 必殺4 恨みはらします（1987年、朝日放送 / 松竹） - 平野弥兵衛
- 恐怖のヤッちゃん（1987年、東映） - 陣内千太郎
- あぶない刑事（1987年、東映） - 鳴海総太郎
- BU・RA・Iの女（1988年、にっかつ）
- 極道渡世の素敵な面々（1988年、東映）
- ぼくらの七日間戦争（1988年、角川映画 / 東宝）
- LEMI レミ（1988年、NVMG）
- この胸のときめきを（1988年、東映クラシックフィルム・ケントスムービーブラザーズ） - 映画監督
- ドグラ・マグラ（1988年、活人堂シネマ） - 若林博士
- 真夜中の河（1988年） - 南雲祐介
- 恋子の毎日（1988年、東映）
- キスより簡単（1989年、若松プロ / バンダイ / 鎌倉スパーステーション）
- せんせい（1989年、トム・ソーヤ企画） - 山本教頭
- 冬物語（1989年、東宝 / フィルムフェイス）
- 監禁・なぶる（1989年、プロダクション鷹 / エクセス）
- ハリマオ（1989年、松竹） - 松浦大佐
- TSUGARU 津軽（1989年、五十嵐プロ）
- 危ない話 ツタンカーメン王の呪い（1989年、CBSソニーグループ） - 総長
- CFガール（1989年、エイジェント21 / 東芝映像ソフト / 三井物産） - 大野
- 嵐の中のイチゴたち（1989年、映像企画）
- てなもんやコネクション（1990年、レイライン） - 本人、茜
- 天と地と（1990年、東映） - 飯富虎昌
- われに撃つ用意あり（1990年、松竹） - 香港マフィア・リュウ
- さらば愛しのやくざ（1990年、東映） - 村上健次
- 本気!（1991年、東映） - 平河内公平
- キスより簡単2 漂流編（1991年、バンダイ） - オヤジ
- 首領になった男（1991年、東映） - 立花精四郎
- ヒルコ／妖怪ハンター（1991年、松竹富士） - 渡辺
- JINGI 仁義（1991年、東映） - 権藤茂
- 修羅の伝説（1992年、東映） - 小田一家 組長・小田孝
- 赤と黒の熱情（1992年、東映） -吉田俊郎
- 落陽（1992年、にっかつ、東映） - 山見剛
- 死んでもいい（1992年、アルゴプロジェクト） - 土屋英樹
- リング・リング・リング 涙のチャンピオンベルト（1993年、東映） - 義父
- 眠らない街 新宿鮫（1993年、東映）
- やくざ道入門（1994年、バンダイビジュアル）
- GONIN（1995年、松竹）
- したくて、したくて、たまらない、女（1995年、新東宝映画）
- 修羅がゆく2 戦争勃発（1996年、アルゴ・ピクチャーズ）- 大日本百心会会長 永倉清道
- 借王<シャッキング>1（1997年、日活） - 岡総業組長 岡光春
- 黒の天使 Vol.1（1998年、松竹）
- 極道三国志（1998年、東映ビデオ）- 深大寺一家・塙総長
- 新唐獅子株式会社（1999年、ギャガ・コミュニケーションズ）- 須磨義輝
- ドンを撃った男（1999年、GAGA）
- ISOLA 多重人格少女（2000年、東宝）
- 川の流れのように（2000年、東宝）
- 柔らかな頬（2001年、BS-i）
- 鏡の女たち（2003年、グルーヴコーポレーション） - ※遺作

### テレビドラマ
- 新七色仮面（1960年、NET / 東映）
- ナショナルキッド（1960年、NET / 東映） - 管制官
- 特別機動捜査隊（NET / 東映）
  - 第1話「最後の犯人を追え」（1961年） - 関口
  - 第4話「愛の偽証」（1961年） - 戸部武志
  - 第151話「白昼の死角」（1964年） - 松川健一
  - 第177話「若い刑事」（1965年） -柴田
- スパイキャッチャーJ3（1965年、NET / 東映）
- 悪魔くん 第21話「化石人」（1966年、NET / 東映） - 水野
- キャプテンウルトラ 第17話「合成怪獣バクトンあらわる!!」（1967年、TBS / 東映） - ツツミ博士
  - ※第1話・第2話ではナレーターも担当
- ジャイアントロボ 第8話 - 第12話（1967年 - 1968年、NET / 東映） - ブラックダイヤ
- ローンウルフ 一匹狼 第26話「その影を撃て」（1968年、NTV / 東映）
- キイハンター（TBS / 東映）
  - 第2話「非情の唇」（1968年） - 李
  - 第16話「亡霊は真夏の太陽の下に」（1968年）
  - 第34話「墓を掘る殺し屋たち」（1968年）
  - 第40話「用心棒必勝作戦」（1969年）
  - 第47話「黄金強奪大作戦」（1969年）
  - 第60話「パラシュート殺人部隊」（1969年）
  - 第70話「殺人部隊荒野を行く」（1969年）
  - 第77話「人喰い人間現わる」（1969年）
  - 第80話「暗闇でドッキリ大作戦」（1969年） - 梅津
  - 第83話「霊柩車に乗った新婚旅行」（1969年） - 遠野
  - 第86話「暗黒街は本日大統領の投票日」（1969年）
  - 第90話「殺し屋たちのクリスマスイブ」（1969年）
  - 第104話「足のある幽霊部隊」（1970年）
  - 第109話「俺は西部の殺し屋キッド」（1970年） - 工藤
  - 第122話「殺し屋候補生No.1」（1970年）
  - 第128話「大脱走は死刑台で始まった」（1970年） - 遊佐
  - 第130話「縛り首の木のある家」（1970年）
  - 第140話「人殺しあの手この手」（1970年） - 花園組組長・花園源三郎
  - 第147話「暗殺団と強盗団 スキーで珍道中」（1971年）
  - 第158話「現金と、舌を切られた女」（1971年） - 矢島
  - 第168話「サイコロGメン 死んで貰います」（1971年）
  - 第172話「ダイヤモンドと女と泥棒たち」（1971年）
  - 第179話「さすらいの一匹狼荒野の挑戦」（1971年）
  - 第211話「オー! 右も左も爆弾でござんす」（1972年） ｰ 冬木
  - 第253話「女体に捧げる犯罪」（1973年） - 矢崎
  - 第259話「情無用のライセンス」（1973年） - 姫野
- プレイガールシリーズ（12ch / 東映）
  - プレイガール
    - 第23話「くれない追撃作戦」（1969年） - 山田
    - 第37話「裸の女王蜂」（1969年） - 土井猛
    - 第46話「銀嶺の対決」（1970年）
    - 第62話「老人と女のポルカ」（1970年） - 立花
    - 第124話「怪談喜劇・女乗せない戦車なら」（1971年） - 幻霊
    - 第199話「女は裸に命を賭ける」（1973年） - 黒沼

  - プレイガールQ 第52話「可愛い裸を狙い撃ち!!」（1975年） - 田波正義
- ザ・ガードマン 第201話「怪談・すすり泣くわら人形」（1969年、TBS / 大映テレビ室）
- フラワーアクション009ノ1 第12話「バカンスは危険がいっぱい」（1969年、CX / 東映）
- ゴールドアイ 第21話「ウラン護送車行方不明」（1970年、NTV / 東映）
- 超人バロム・1 第2話 - 第11話（1972年、YTV / 東映） - ミスタードルゲ
- 必殺仕掛人 第1話「仕掛けて仕損じなし」（1972年、ABC / 松竹） - 伴野河内守
- 眠狂四郎 第7話「峠路に赤い実を撃つ」（1972年、KTV / 東映）
- アイフル大作戦 第18話「キャーッ! 夏休みキャンプお化け大会」（1973年、TBS / 東映）
- イナズマン 第1話「恐怖の新人類 バンバの挑戦!!」（1973年、NET / 東映） - キャプテンサラー
- 女・その愛のシリーズ「白鷺」（1974年、NET / 東映）
- どっこい大作 第61話「いちど限りの人生だ!!」（1974年、NET / 東映） - 蛭田
- 事件狩り 第1話「なぜ死を急ぐ! 若者たち」（1974年、TBS / 大映テレビ）
- おしどり右京捕物車 第1話「鞭」（1974年、ABC / 松竹） - 伊太八
- 白い牙 第4話「愛憎悲歌・有光洋介」（1974年、NTV / 大映テレビ） - 安井
- ザ・ボディガード 第13話「裁かれる愛」（1974年、NET / 東映） - 花輪光一
- 右門捕物帖 第16話「張り込み」（1974年、NET / 東映） - 善七
- バーディー大作戦（1974年、TBS / 東映）
  - 第11話「真夏の海 殺しの請負業」 - 東亜興信所所長・赤松
  - 第24話「警官ギャング」
- 傷だらけの天使 第3話「ヌードダンサーに愛の炎を」（1974年、NTV / 東宝） - 高階忠
- 6羽のかもめ（1974年 - 1975年、CX） - ショックの定
- 夜明けの刑事（TBS / 大映テレビ）
  - 第25話「蒸発したマイホームパパ」（1975年） - 片岡三郎
  - 第34話「港のヨーコは殺されていた?」（1975年）
  - 第55話「七年目に襲われた娘!!」（1976年） - 浅井
- Gメン'75（TBS / 東映）
  - 第1話「エアポート捜査線」（1975年） - 恩田
  - 第8話「裸の町」（1975年） - 野末産業社長
- 影同心（MBS / 東映）
  - 第14話「大奥（秘）殺し節」（1975年） - 黒田備後守
  - 第18話「濡れた女の殺し節」（1975年） - 神山外記
- 前略おふくろ様（1975年 - 1977年、NTV / 渡辺企画） - 半田妻吉
- 新宿警察 第26話「長くて暑い日曜日」（1976年、CX / 東映） - 島田
- 大都会 闘いの日々 第15話「前科者」（1976年、NTV / 石原プロ） - 津山順吉
- 嘆きのホンカン（1976年、HBC） - 板垣豪介
- 冬のホンカン（1977年、HBC） - 板垣豪介
- 人形左七捕物帳 （1977年、ANB / 東映） - 鳥越の茂平次（第1話 - 第4話）
- 祭ばやしが聞こえる（1977年、NTV） - 堀田
- 大河ドラマ（NHK）
  - 黄金の日日（1978年） - 蜂須賀小六
  - 琉球の風（1993年） - 島津義久
  - 北条時宗（2001年） - 服部正左衛門
- 大都会 PARTIII 第15話「報復」（1979年、NTV / 石原プロ） - 坂田修次組長
- 土曜ワイド劇場（ANB）
- 夜の終る時 警官殺しを追え!（1979年、ABC / テレキャスト）
  - 松本清張の地方紙を買う女（1981年、ANB / 東映）
  - 京都殺人案内 第14作「音次郎、女を張り込む 」（1988年、ABC / 松竹）- 山倉勝次
  - ビキニライン殺人事件（1988年、ANB / 大映テレビ）
- 港町純情シネマ（1980年、TBS） - 猿田万造
- 望郷・美しき妻の別れ（1983年、フジテレビ） - 大館銀市
- ふぞろいの林檎たちII（1985年、TBS） - 相馬課長
- 太陽にほえろ! 第696話「正面18度」（1986年、NTV / 東宝） - 安田一郎
- ライスカレー（1986年、CX） - 川床金次
- あぶない刑事 第50話「狙撃」（1987年、NTV / セントラル・アーツ） - 長尾礼次郎会長
- 徳川家康（1988年、TBS） - 島左近
- 土曜ワイド劇場（ANB）
  - 夜の終わる時（1979年）
  - 松本清張の地方紙を買う女（1981年、ANB / 東映）
  - 京都殺人案内 第14作「音次郎、女を張り込む 」（1988年、ABC / 松竹）- 山倉勝次
  - ビキニライン殺人事件（1988年、ANB / 大映テレビ）
- 教師びんびん物語 第8話「銀座はオレのステージだ!」（1988年、CX）
- 乱歩賞作家サスペンス（KTV）
  - 「不吉な福の神」（1988年6月）
  - 「真夜中の外人墓地」（1989年4月）
- 寝台特急「ゆうづる」の女（1989年、CX） - 亀井定雄
- 月曜・女のサスペンス 列島縦断事件シリーズ「月に光る殺意の海」（1989年、TX）
- ホットドッグ（1990年、TBS） - 高松悟郎
- いつか、サレジオ教会で （1991年、NTV） - 山本弥八郎（北海道の酪農家）
- 世にも奇妙な物語「夢を買う男」（1991年、フジテレビ） - 夢野龍彦 役
- 清左衛門残日録（1993年） - 安富源太夫 役
- RUN （1993年、TBS） - 熊田一郎 役
- ゼロの焦点（1994年、NHK-BS2） - 室田儀作 役
- 最後の弾丸（1995年、NHK-BS2）※日豪合作 - 山村一郎
- 金田一耕助の傑作推理 / 呪われた湖 （1996年、TBS / 東阪企画） - 北神龍蔵
- 刑事追う! 第9話「休暇命令」（1996年、TX / 東映） - 鳥居敬尚
- 松本清張特別企画・紐（1996年、TBS / VSO） - 平井文吉
- 月の輝く夜だから（1997年、CX） - 里中一太郎
- 天城越え （1998年、TBS） - 飯屋の主人
- Days（1998年、CX）
- 北の国から'98 時代（1998年、CX） - 小沼周吉
- 弁護士高見沢響子（1998年 - 2002年、TBS） - 神岡誠一郎
- 家族になろうよ!（1999年、TBS） - 春木陽造
- 櫂（1999年5月6日 - 20日、NHK-BS2）- 宮下医師[13]
- 女医（1999年、YTV）
- 女ざかり!!区役所の名探偵1（2000年） - 花田虎吉
- 天使の傷痕（2001年） - 坂東三郎
- 浅見光彦シリーズ 榎木孝明版11「皇女の霊柩」（2001年、CX） - 瀬戸原教授

### オリジナルビデオ
- ベレッタM92F 凶弾（1990年、東映ビデオ） - 青竜会会長 柳田
- 難波金融伝ミナミの帝王 6  欲望の街（1995年）- 松崎吾郎
- キタの帝王 闇の法廷伝説（1996年）
- 修羅の蛮機（バンキング）（2001年、東映ビデオ）- 羽島徳之助
- 日本抗争烈島 牙の如く（2001年、東映ビデオ） - 真壁光泰
- 実録・山陽道やくざ戦争 手打ち破り（2001年） - 三代目山王会会長 竜造寺誠道
- 実録・史上最大の抗争 義絶状2（2002年） - 三代目山王会会長 竜造寺誠道
- 真・雀鬼10 雀鬼vs黒の雀鬼!悪夢の麻雀勝負 - 志村組組長

### 舞台
- 仁義なき戦い（1974年） - 広能昌三
- アルプスの少女ハイジ（1998年） - アルムおんじ

### その他
- とびっきり京都（1999年、NHK）

## 書籍
- 川谷拓三との共著『殺られてたまるか・ピラニアの唄』（いんなあとりっぷ社、1977年）
- 『セッション・トーク』（山下洋輔対談集、冬樹社、1979年）